# Matteo Cocchi
 (mars 2025).
Matteo Cocchi, né le 1er février 2007 à Imola, est un footballeur italien qui évolue au poste d'arrière gauche à l'Inter Milan.

## Biographie

### Carrière en club
Né à Imola en Italie, Matteo Cocchi est formé par le Bologna FC puis l'Inter Milan, où il commence sa carrière professionnelle avec l'équipe de Serie A : intégré au groupe professionnel dès la préparation estivale en 2024 par Simone Inzaghi, il commence à figurer sur les feuille de matchs en coupe et championnat dès début 2025,.
Il fait déjà alors partie des meilleurs jeune de son équipe, s'étant illustré en Primavera comme en Youth League, où il est décisif à 4 reprises, dans un parcours 2024-25 où l'Inter compte 100% de victoires,, contre Manchester City, Arsenal ou encore Leipzig, jusqu'à un huitième de finale contre le FC Bayern, remporté aux tirs au but.
Il joue son premier match avec l'équipe première du club le 11 mars 2025, entrant en jeu lors du huitième de finale retour de Ligue des champions contre le Feyenoord Rotterdam, une victoire 2-1 qui qualifie les interistes pour le tour suivant,,.

### Carrière en sélection
Matteo Cocchi est international italien junior de l'équipe des moins de 15 ans jusqu'aux moins de 19 ans, à partir de août 2024.